# Уляна Кравченко
Юлія Шнайдер, відома як Уляна Кравченко (18 квітня 1860, Миколаїв,  — 31 березня 1947, Перемишль) — українська учителька, письменниця, активістка українського жіночого руху, перша на західній Україні поетеса, чиї твори стали популярними.

## Життєпис
Народилася 18 квітня 1860 року в м. Миколаїв, нині Львівська область, Україна (тоді Австрійська імперія) в родині повітового урядника, німця за походженням. Батько Юліус Шнайдер (нім. Julius Schneider), зокрема, служив повітовим канцеляристом у Миколаївському повіті, зокрема, 1866 року; помер, коли Юлії минуло 10 років. Мати — Юлія Лопушанська, донька священика УГКЦ. Виховувалась у родині вуйка — судового радника О. Лопушанського.

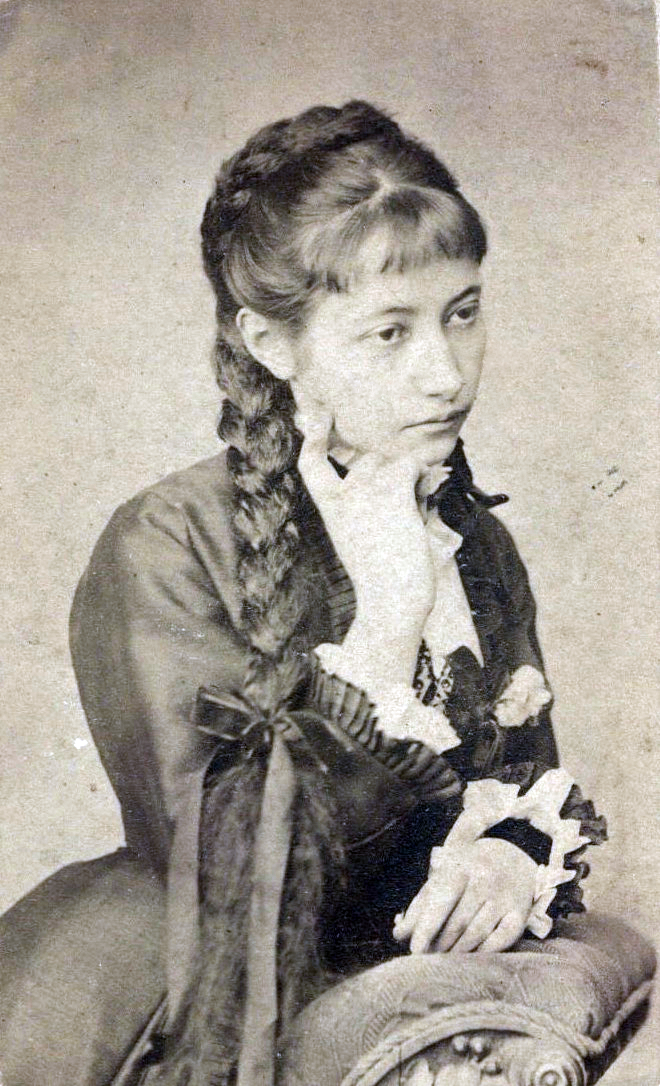
Уляна Кравченко

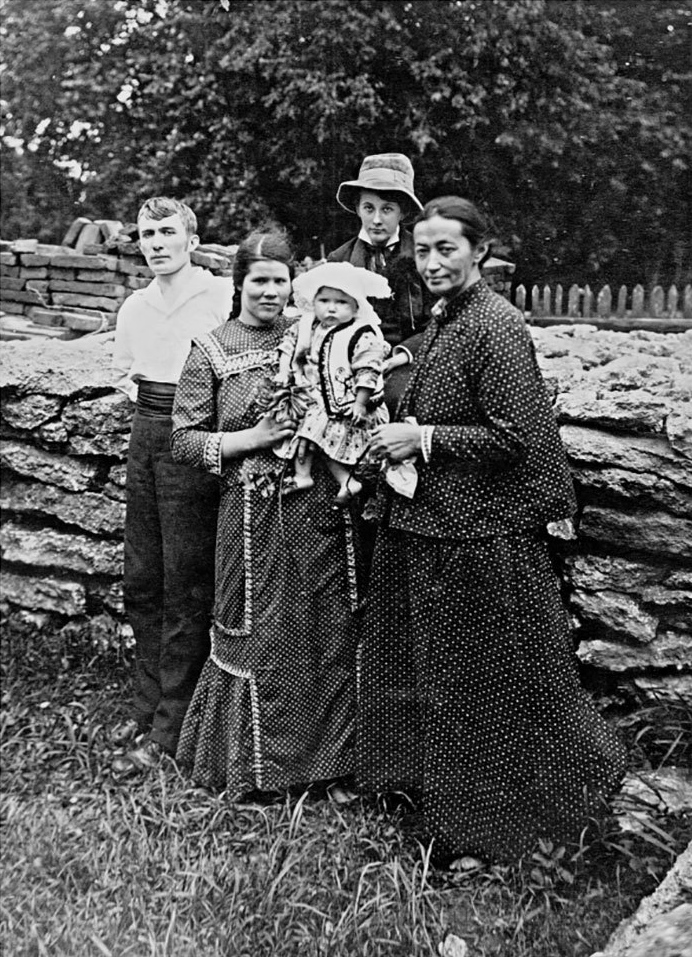
Уляна Кравченко з родиною, 1920-ті роки

Початкову освіту Юлія здобула вдома (вчителька німкеня, котра часто «по лекції» говорила з ученицею про літературу). Потім Шнайдер навчалася у Львівській учительській семінарії (1877—1881). Після її закінчення вчителювала у школах Львівщини, зокрема, у Бібрці до 1884-го. В тому ж році переведена до сусіднього села Стоки, де у недобудованому приміщенні школи пропрацювала кілька місяців, а потім за протекції Івана Франка переведена до Львова.
У Львові її «звинуватили» у прихильності до фонетичного правопису (на противагу офіційному етимологічному) і в популяризації ідей Франка, через що звільнили з роботи.
Деякий час потому працювала вчителькою в родині поміщика з села Руденко під Львовом, потім — два роки в селі Долішній Лужок на Дрогобиччині, де одружилася з місцевим шкільним вчителем, народила доньку і сина. У 1888–1920 років працювала у селі Солець на Дрогобиччині з невеликими перервами.
З 1920 року жила і працювала у Перемишлі, де й померла 31 березня 1947 році, та похована.

## Творчість
Після виходу 1885 року першої збірки «Prima vera», підписана ще справжнім прізвищем і виразно позначеної впливом поезії Франка, юна поетеса здобула чималу популярність серед читачів.
1891 року вийшла друком поетична збірка «На новий шлях» під псевдонімом Уляна Кравченко, де вміщено вірші, насичені громадсько-політичними та патріотичними мотивами, закликами до жінок-сучасниць щодо активної участі у житті суспільства.
Надалі понад два десятиліття її поезії виходять друком у різних часописах, журналах, альманахах, антологіях («Зоря», «Літературно-науковий вістник», «Дзвінок», «Житє і слово», «Руслан» та ін.). Окремими виданнями її книги, адресовані головно для дітей та юнацтва, появляться у 20-30-х роках ХХ ст., зокрема «Проліски», «В дорогу» (обидві 1921), «Лебедина пісня» (1924), «Шелести нам, барвіночку» (1932). Одночасно поетеса видає і третю збірку віршів «В житті є щось» (1929) та «Вибрані поезії» (1941), у яких суттєво домінують, за авторським окресленням, інтимні ліричні зізнання, пейзажно-настроєва лірика, наскрізними є мотиви туги за щастям, тривожне, тремке побивання-співчуття за простолюд у його змаганні з життєвими негараздами, а також громадянсько-патріотичні інтонації, в яких пульсують ідеї об'єднання обох частин української землі в єдиній Українські державі.
Багата на заклично-патріотичні пасажі та громадянський пафос і майже не відома (через заборону) збірка «Для неї — все!» (1931), де вміщено поезії зі стрілецькими мотивами, як-от: «Під Крутами», «На стрілецьку нуту», цикл «З пісень летунів» та ін. Досі маловідомим залишається вірш Уляни Кравченко «Заповіт Митр. Йосифа Велямина Рутського» (1937). Окрім того, вона видала збірки поезій у прозі «Замість автобіографії» (1934) та «Мої цвіти» (1933), численні статті, автобіографічні нариси, оповідання, повістки, спогадові шкіци. Поетка здійснила численні переклади і переспіви з європейських поетів (Н. Ленау, А. Немоєвського, С. Пшесмиицького, А. Урбанського, Я. Каспровича), що мали значний вплив на формування естетичних уподобань і вдосконалення художньої майстерності самої письменниці та її сучасників.

### Перший вінок
У 1887 року у Львові в першому феміністичному альманасі України «Перший вінок», виданому Наталією Кобринською та Оленою Пчілкою, опубліковано 11 творів Уляни Кравченко:
- Я не жалюсь. (Два сонети) «Я не жалюсь, що горе все стрічаю ..», с 23—24; «О, не жалюсь я! Я з терпіння болю…», с. 24.
- За много! (Три сонети): «Коли їх бачу, легких, мов з піни…», с. 142; «Коли їх бачу, як живуть в журбі…», с. 143; «І дума ся, мов рана, грудь болить…», с. 143—144.
- На новий шлях! («Куди, о, сестро, смілий лет звертаємо..»), с. 207—208.
- Думки* «Ох, аж в чужій, далекій сторонопйі…», с. 373—374, «Досить, мій отче, о досить недолі!..», с 374—375; «Лиш вічної борби, а не спокою…», с. 375—376.
- Не рвись в будуще. (Два сонети) «Чому так рано, пупінку дрожачий…», с. 417; «Сестричко, чом в життя весні вкриваєш». с. 417—418.

### Вплив Франка
За свідченням літературознавців, Іван Франко відіграв у формуванні творчої особистості Уляни Кравченко вирішальну роль. Так, Ю. Горблянський вважає, що класик вплинув і на формування провідного образу у творчості молодої поетеси, і стилістики політичної та філософсько-медитаційної творчості. Починаючи від її другої збірки, вплив Івана Франка вчувається у всій її поезії. Багатий матеріал до цього дає опублікована епістолярна спадщина Кравченко і Франка.
Важлива частка рукописного архіву письменниці зберігається у фондах Літературно-меморіального музею Івана Франка Державного історико-культурного заповідника "Нагуєвичі"

## Пам'ять
На честь Уляни Кравченко названі:
- 6 курінь УПЮ-ок в м. Едмонтон (1951);
- 18 курінь УПЮ;
- вулиці у Львові, Миколаєві, Новому Роздолі, Стебнику, Трускавці, Сокільниках, Зимній Воді, Івано-Франківську, Коломиї та Перемишлі.
- Народний музей імені Уляни Кравченко і Миколи Устияновича у Миколаєві на Львівщині.
- 2010 року Бібрській ЗОШ було присвоєне ім'я Уляни Кравченко, а 2012 року в одному з класів школи, створено маленький куточок історичної пам'яті — музейну кімнату Уляни Кравченко[10].

### Поетичні збірки
- Prima vera (1885)
- На новий шлях (1891)
- В дорогу (1912)
- Проліски (1921)
- Лебедина пісня (1924)
- В житті є щось (1929)
- Шелести нам, барвіночку! (1932)
- Вибрані поезії (1941)

### Спогади
- Перший рік практики
- Із записок учительки

### Аудіозапис
- Уляна Кравченко. "Люблю..."

### Основні видання
- Твори: повне вид. — Торонто: Накладом Козак, 1975. — 796 с.
- Вибрані твори. — К. : Держлітвидав УРСР, 1958. — 498 с.
- Вибране. — Львів: Книжково-журнальне видавництво, 1956. — 174 с.
- На новий шлях: поезії. — 2-ге вид. — Коломия: Накладом «Заг. книгозбірні», 1928. — 48 с.
- Пам'яті друга: вірші в прозі, ст., спогади, листи. — Л. : Каменяр, 1996. — 246 с.— ISBN 5-7745-0371-2.
- Розгублені листочки. — Л. : Каменяр, 1990. — 79 с.
- Спогади учительки. — Коломия: Накладом «Заг. книгозбірні», 1936. — 314с.
- Кравченко У. На новий шлях: поезії / Уляна Кравченко. — 2-ге вид. — Коломия: Накладом «Заг. книгозбірні», 1928. — XV, 48 с. : портр.
- Кравченко У. Вибрані поезії / Уляна Кравченко. — Київ: Рад. письменник, 1941. — 157, 3 с.
- Кравченко У. Проліски: жмуток поезій для дітвори / Уляна Кравченко. — Перемишль: Накладом Нар. Базару, 1921. — 64 с.
- Кравченко, У. Хризантеми: повість / Уляна Кравченко.  - Чікаґо: Видавництво Миколи Денисюка, 1961.  - 413 с.
- Кравченко У. В житті є щось … : зб. поезій / Уляна Кравченко. — Коломия : Накладом ”Заг. книгозбірні”, 1929. – 160 с.
- Кравченко, У.   Хризантеми : повість / Уляна Кравченко ; упорядкування і переднє слово Віри Агеєвої.  - Київ : Либідь, 2019.  - 277, [1] с. : іл., портр.